# Sandelholzgewächse
Die Sandelholzgewächse (Santalaceae) sind eine Familie der Bedecktsamigen Pflanzen (Magnoliopsida). Die 38 bis 44 Gattungen mit etwa 990 Arten sind fast weltweit, außerhalb kalter Gebiete, besonders in den Tropen verbreitet.
Einige Arten der Gattung Sandelholzbäume (Santalum) liefern Sandelholz und Sandelholzöl. Bekannt sind auch die halbparasitischen Misteln (Viscum).

## Beschreibung

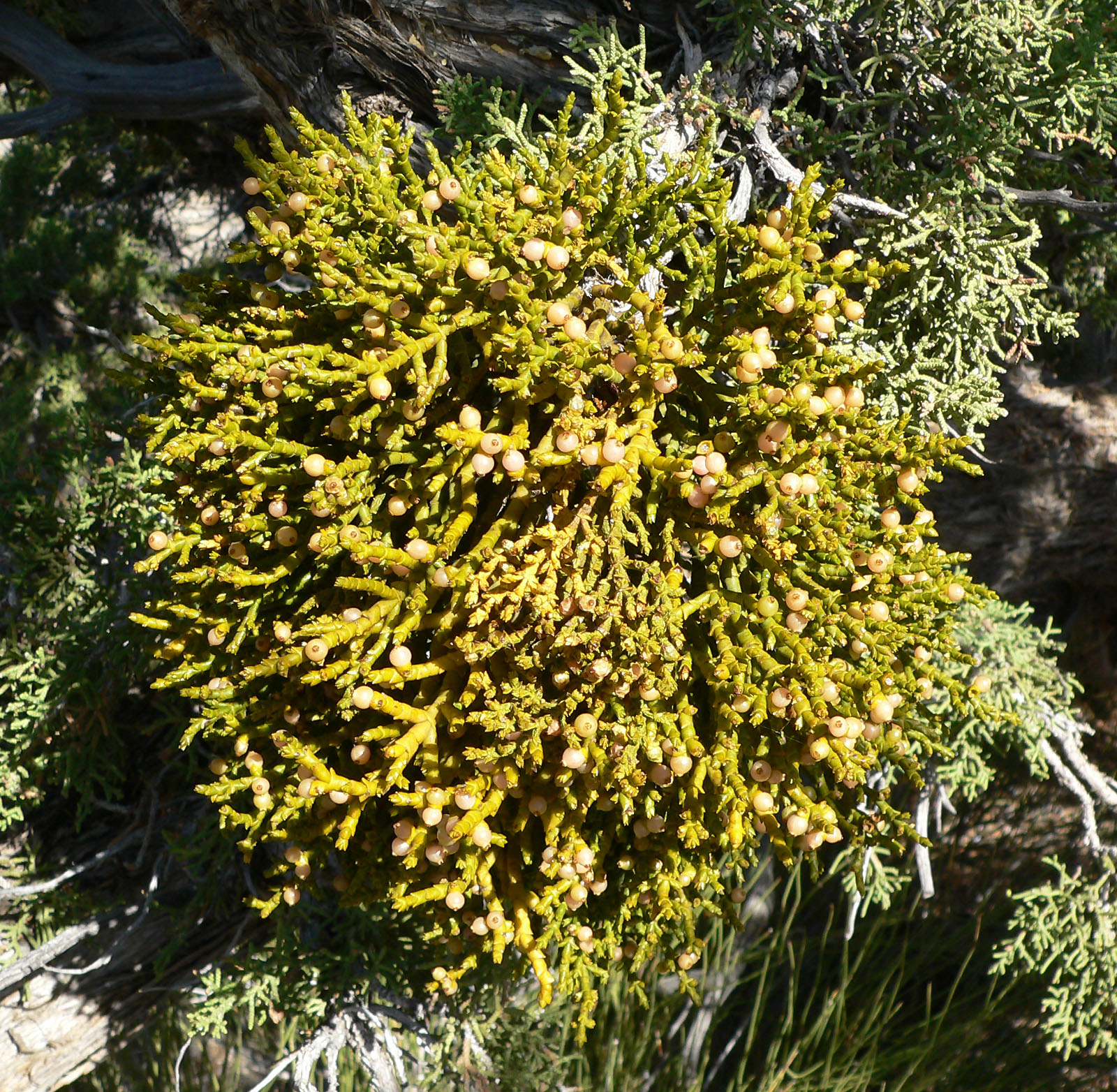
Phoradendron juniperinum

### Erscheinungsbild und Blätter
Es sind meist verholzende Pflanzen: meistens Sträucher, selten Bäume; oder es sind parasitische krautige Pflanzen. Bei manchen Arten übernehmen statt der Laubblätter die Sprossachsen die Photosynthese. Die Laubblätter sind gut entwickelt oder stark reduziert. Die Laubblätter sind meistens wechselständig. Die Stomata sind meist paracytisch. Nebenblätter sind keine vorhanden.

### Blütenstände, Blüten und Früchte
Sie sind meistens zweihäusig (diözisch), selten einhäusig (monözisch) getrenntgeschlechtig. Die sehr kleinen, radiärsymmetrischen Blüten sind zwittrig oder eingeschlechtig und sind drei- bis sechszählig (selten achtzählig). Es sind meistens drei, selten zwei, vier oder fünf, Fruchtblätter vorhanden. Der Fruchtknoten ist unterständig. Es werden Beeren, einsamige Steinfrüchte oder Nüsse gebildet.

## Name
Das dem Sandelholz zugrundeliegende griechische Wort sántalon (‚Sandelholz‘, ‚indisches Farbholz‘) leitet sich ab von arabisch/persisch tschandal und verwandt mit altindisch candana, womit vor allem das Farbholz des indischen Rotsandelholzbaums (Pterocarpus santalinus) bezeichnet worden war, hervorgegangen aus candráh (‚leuchtend‘).

## Systematik und Verbreitung
Die Familie kommt weltweit außerhalb kalter Gebiete vor. Besonders artenreich ist sie in den Tropen.
Die Familie Santalaceae s. l. enthält im Umfang entsprechend APG III alle Taxa der ehemaligen Familien der Anthobolaceae, Arceuthobiaceae, Canopodaceae, Eremolepidaceae, Lepidocerataceae, Exocarpaceae, Bifariaceae, Ginalloaceae, Osyridaceae, Phoradendraceae, Thesiaceae und Mistelgewächse (Viscaceae). Nach Daniel L. Nickrent et al. in Taxon, Band 59, 2010, S. 538–558 ergibt sich allerdings eine neue Klassifikation der Santalales; hier werden unter anderem die Thesiaceae und die Viscaceae wieder als eigene Familien angesehen. Nach Nickrent et al. 2010 gehören zur Familie Santalaceae s. str. im engeren Sinne nur noch die Gattungen Antidaphne, Colpoon, Elaphanthera, Eubrachion, Exocarpos, Lepidoceras, Myoschilos, Nestronia, Omphacomeria, Osyris, Rhoiacarpos und Santalum.
| Die Familie Santalaceae enthält etwa 38 bis 44 Gattungen mit etwa (400 bis) 990 Arten: |
| --- |
| - Acanthosyris (Eichl.) Griseb.: Die etwa sechs Arten sind in Südamerika weitverbreitet. Darunter: - Acanthosyris spinescens (Mart. & Eichler) Griseb.: Nordöstliches Argentinien, Uruguay, südliches bis mittleres Brasilien - Amphorogyne Stauffer & Hürl.: Die etwa drei Arten kommen nur in Neukaledonien vor. - Anthobolus R.Br.: Die etwa vier Arten kommen in Australien und Neuguinea vor. - Antidaphne Poeppig & Endl.: Die etwa acht Arten sind im tropischen Südamerika verbreitet. - Zwergmisteln (Arceuthobium M.Bieb.): Hierher gehören etwa 42 Arten. - Buckleya Torr.: Die vier Arten kommen in Nordamerika, in der Volksrepublik China und Japan vor. - Cervantesia Ruiz & Pav.: Sie enthält nur eine Art: - Cervantesia tomentosa Ruiz & Pav.: Sie kommt in den Anden vor. - Choretrum R.Br.: Die sechs Arten sind in Australien verbreitet. - Cladomyza Danser: Die etwa 20 Arten kommen auf Borneo und in Papuasien vor. - Colpoon P.J. Bergius: Die etwa zwei Arten sind in Afrika verbreitet. - Comandra Nutt.: Sie enthält nur eine Art: - Comandra umbellata (L.) Nutt.: Sie kommt mit etwa drei Unterarten in Nordamerika und im Mittelmeerraum vor. - Daenikera Hürl. & Stauffer: Sie enthält nur eine Art: - Daenikera corallina Hürl. & Stauffer: Sie kommt in Neukaledonien vor. - Dendromyza Danser: Die etwa sieben Arten sind in Südostasien und Indomalesien verbreitet. - Dendrophthora Eichler: Die 65 bis 110 Arten sind in der Neotropis verbreitet. - Dendrotrophe Miq.: Die etwa fünf Arten sind in Indomalesien, in Südchina, in Südostasien und im tropischen Australien verbreitet. - Dufrenoya Chatin: Die etwa 14 Arten sind in Indomalesien verbreitet. - Elaphanthera N.Hallé: Sie enthält nur eine Art: - Elaphanthera baumannii (Stauffer) N.Hallé: Sie kommt in Neukaledonien vor. - Eubrachion Hook. f.: Die etwa zwei Arten, die in Mittel- und Südamerika vorkommen - Exocarpos Labill.: Die etwa 26 Arten kommen von Südostasien und Malesien bis Hawaii, Australien und Neukaledonien vor. - Geocaulon Fernald: Sie enthält nur eine Art: - Geocaulon lividum (Richardson) Fernald: Sie ist von Alaska über Kanada bis in die nordöstlichen Vereinigten Staaten verbreitet. - Ginalloa Korth.: Die etwa neun Arten sind in Indomalesien verbreitet. - Jodina Hook. & Arn. ex Meissn.: Sie enthält nur eine Art: - Jodina rhombifolia (Hook. & Arn.) Hook. & Arn. ex Reissek: Sie ist im südlichen Brasilien, in Uruguay, Argentinien und Bolivien verbreitet. - Korthalsella Tiegh.: Die etwa acht Arten kommen in Afrika, auf Madagaskar, auf den Maskarenen, vom Himalaja bis Japan, Neuseeland und Hawaii vor. - Kunkeliella Stearn: Die etwa vier Arten kommen nur auf den Kanaren vor. - Lepidoceras Hook. f.: Die etwa zwei Arten sind von Peru bis Chile verbreitet. - Leptomeria R.Br.: Die etwa 17 Arten sind in Australien verbreitet. - Mida A.Cunn. ex Endl.: Von den nur zwei Arten kommt eine in Neuseeland und die andere nur auf den Juan-Fernández-Inseln vor. - Myoschilos Ruiz & Pav.: Sie enthält nur eine Art: - Myoschilos oblongum Ruiz & Pav.: Sie kommt in Chile vor. - Nanodea Banks ex C.F. Gaertn.: Sie enthält nur eine Art: - Nanodea muscosa Banks ex C.F.Gaertn.: Sie ist in Südamerika verbreitet. - Nestronia Raf. (wird auch zu Buckleya gestellt) - Notothixos Oliv.: Die etwa acht Arten sind von Sri Lanka bis Australien verbreitet. - Okoubaka Pellegr. & Normand: Die zwei Arten sind im tropischen Afrika verbreitet. - Omphacomeria (Endl.) A.DC.: Sie enthält nur eine Art: - Omphacomeria acerba (R.Br.) A.DC.: Sie kommt im südöstlichen Australien vor. - Osyridicarpos A.DC.: Sie enthält nur eine Art: - Osyridicarpos schimperianus (A.Rich.) A.DC.: Sie ist vom tropischen bis zum südlichen Afrika verbreitet. - Rutensträucher (Osyris L.): Die etwa vier Arten sind im Mittelmeergebiet und von Afrika bis nach Indien verbreitet. Darunter: - Honigduftender Rutenstrauch (Osyris alba L.): Er kommt im Mittelmeergebiet bis zur westlichen Sahara vor. - Osyris compressa (P.J.Bergius) A.DC.: Aus Südafrika und Mosambik. - Phacellaria Benth.: Die etwa sieben Arten sind in Südostasien verbreitet. - Phoradendron Nutt.: Die 190 bis 235 Arten sind in der Neuen Welt verbreitet. - Pyrularia Michx.: Die nur zwei oder drei Arten kommen in den USA, im Himalaja und in China vor. - Rhoiacarpos A.DC.: Sie enthält nur eine Art: - Rhoiacarpos capensis (Harv.) A.DC.: Sie kommt in Südafrika vor. - Sandelholzbäume (Santalum L.): Die etwa 25 Arten sind von Indomalesien bis Australien und Hawaii verbreitet. Darunter sind: - Sandelholzbaum (Santalum album L.) - Juan-Fernández-Sandelbaum (Santalum fernandezianum Phil.) - Scleropyrum Arn.: Die etwa sechs Arten sind in Indomalesien verbreitet. - Spirogardnera Stauffer: Sie enthält nur eine Art: - Spirogardnera rubescens Stauffer: Sie kommt im südwestlichen Australien vor. - Thesidium Sond.: Die vier bis fünf Arten sind in Südafrika verbreitet. - Leinblatt (Thesium L.): Die etwa 325 Arten kommen hauptsächlich in Afrika, aber auch in Eurasien, Australien und Südamerika vor. - Misteln (Viscum L.): Die 65 bis 100 Arten sind in den tropischen, subtropischen und gemäßigten Gebieten fast weltweit verbreitet. |